# In the pocket (Mr.Childrenの曲)
『in the pocket』（イン・ザ・ポケット）は、日本のバンド・Mr.Childrenの11作目の配信限定シングル。2024年8月30日にトイズファクトリーより発売された。

## 背景・音楽性
本楽曲は、東宝配給映画『きみの色』主題歌として書き下ろされた楽曲である。本楽曲について、桜井和寿は「抱き上げるでも、背中を押すでもなく 無理に力を加えることなく、主人公たちには その繊細さのまま、その柔さのまま、しなやかに強く飛び立って欲しい。そんな歌でありたいと、願いを込めてレコーディングさせてもらった」とコメントを寄せている。桜井は脚本を渡されると、主題歌の打ち合わせ前に曲を書き上げたという。
本楽曲には『きみの色』の音楽監督を務めたagraphの牛尾憲輔が共同編曲として参加しており、鍵盤楽器の音を担当した。これは、牛尾が手掛けた『映画「聲の形」オリジナル・サウンドトラック a shape of light』をMr.Childrenのメンバーが聴き、この世界観を楽曲に取り入れたいと牛尾にオファーしたことから実現。また、イントロの鐘の音は牛尾のアイデアによるもので、その理由について牛尾は「映画のモデルとなった場所に行って録音した際に、教会の鐘の音がとてもきれいに録れたので、それを主題歌の冒頭に入れてもらうことでエンドロールと本篇世界の音像をブリッジさせられると思ったからです」と語っている。
本作のマスタリングは、ニューヨークにあるスタジオ・Sterling Soundのジョー・ラポルタが担当。

## リリース・プロモーション
前作『記憶の旅人』以来約4か月ぶりとなる配信限定シングル。主題歌となっている東宝配給映画『きみの色』の公開日に合わせてのリリースとなった。
本作のアートディレクターは森本千絵が担当。

## 批評
音楽ライターの高橋美穂は、本作に関して「歌詞が活きるシンプルなバンドサウンド」「Mr.Childrenの血肉を感じる音と言葉が詰まっている」と評し、「《どこかきっと削り取られた／大胆で不恰好な大事なモノがある》ことをわかっている彼らならではのフレーズの宝庫。大人になり、成功を積み重ねても、この「視点」を忘れていないMr.Childrenの尊さが伝わってくる楽曲だ」と述べている。

## チャート成績
初週で約1.7万ダウンロードを計上し、2024年9月9日付のオリコン週間デジタルシングルチャートおよび2024年9月4日公開のBillboard JAPAN週間ダウンロードソングチャート「Billboard Japan Download Songs」で共に初登場1位を記録。Mr.Childrenの配信限定シングルでチャート1位を獲得したのは、9th配信限定シングル『永遠』以来約2年半ぶりとなる。

## 収録曲
| #  | タイトル          | 作詞・作曲 | 編曲                   | 時間 |
| -- | ----------------- | ---------- | ---------------------- | ---- |
| 1. | 「in the pocket」 | 桜井和寿   | Mr.Children & 牛尾憲輔 | 4:51 |

## 楽曲解説
1. in the pocket
  - 東宝配給映画『きみの色』主題歌[8]。
  - 映画の監督を務める山田尚子は、本楽曲を初めて聴いた際「まごうことなきMr.Childrenだ」と感じたといい、「『きみの色』という作品のために書き下ろしてくださったっていうことも、なかなか脳みそに伝わってこないぐらいびっくりしました」「本当にこの作品に向けて桜井さんの目線で、彼ら（登場人物たち）を見て考えて書いてくださった曲なんだというのがじわじわ沁み込んできて感激しました」と語っている[13]。
  - 2024年に開催されたアリーナツアー『Mr.Children tour 2024 miss you arena tour』でライブ初披露された[14]。

## ライブ映像作品
| 曲名          | 作品名        |
| ------------- | ------------- |
| in the pocket | miss you LIVE |